# Christian Geo Heltboe
Christian Geo Heltboe March (født 12. august 1975 i Gug ved Aalborg) er en dansk standupkomiker bedre kendt under sit mellemnavn, Geo.

## Karriere
Han debuterede i 1996 som komiker på Café KlosterTorvet i hjembyen Aalborg. I 1999 flyttede han til København og begyndte at optræde på hovedstadens standup-scener.
Geos standupkarriere tog for alvor fart, da han fandt sig til rette i sin egen unikke og meget fysiske stil, hvor improvisation og interaktion med publikum spiller en bærende rolle. Han vandt danmarksmesterskabet i standup i år 2000. Over en periode på et par måneder samme år berettede han sammen med Anders Matthesen i radioprogrammet Oraklet om sine forskellige ekspeditioner i en gakket verden, og han fik rollen som outblockeren Aikiko, der fjerner Abel W. Dipp's (spillet af Frank Hvam) forstoppelse i den danske kult-tv-serie Kissmeyer Basic af Mikael Wulff og Christoffer Boe.
Geos store gennembrud kom med standupshowet Den ægte vare i 2002, hvor han blev forenet med Rune Klan, Jacob Tingleff, Mick Øgendahl, Anders Matthesen og Carsten Eskelund. Komikerne optrådte i alt 24 gange med stor succes og udsolgte shows, og han fik slået sit navn fast. Han deltog i 2004 i et afsnit af den danske udgave af det semialternative BBC-quizprogram Shooting Stars med værterne Casper Christensen og Frank Hvam. Under showet Talegaver til børn i 2003 holdt han i Tivolis Koncertsal en hæsblæsende monolog om et parforholds forfald og småborgerlighed til følge. Senere dukkede han op med faste indslag i Rundfunk og Katapult. I 2004 overtog Geo værtsjobbet på tv-programmet Zulu Bingo efter komikeren Jan Elhøj – her var han vært en sæson.
I 2006 blev Geo en del af panelet i Sara Bros kærlighedsprogram Hjerteflimmer, og han debuterede samme år som teaterskuespiller på Bellevue Teatret sammen med Jacob Tingleff, Omar Marzouk, Michael Schøt og Tobias Dybvad i comedy-forestillingen Ordet Er Mit. 2006 var også året hvor han startede som klummeskribent og leverandør af skjult kamera-videoklip til Ekstra Bladets bagside i "Kup"-tillægget. Det blev i årene 2006-2009 til 136 klummer og næsten lige så mange videoindslag. Yderligere stod han bag 2007-web-tv-julekalenderen i 24 afsnit Ekstra Bladets Jul og i sommeren 2008 Julikalenderen i 12 afsnit. I starten af 2006 udkom også Geos første onemanshow Geo's Garage på DVD. I slutningen af 2006 indtog han landets standup-scener med sit andet onemanshow Ego Geo. I 2008 var han sammen med Torben Chris vært på Kanal 5-programmet Silent Library.
I 2009 bidrog han til børnebogen Stå op! med en siden anmelderrost[kilde mangler] novelle Fiona Klarsyn. Novellen, som er skrevet til børn, er samtidig en politisk kommentar til fremmedhad, især repræsenteret ved Pia Kjærsgaard. Han var i efteråret 2009 på turne med onemanshowet Mit indre dyr, og det var også i 2009 at TV 2-serien Hvor fanden er Herning? med komikerkollegaerne Mick Øgendahl og Linda P blev TV 2 Zulus mest sete program nogensinde.[kilde mangler] I maj 2010 deltog han med et tv-hold i det vilde rigmandsrace Gumball 3000.
I efteråret 2010 spillede Geo hovedrollefiguren – en slidt heavyrocker – i komedieserien Tung Metal, hvor rollelisten også talte Robert Hansen, Jan Gintberg, Uffe Holm, Signe Mannov og Mike Tramp. Den 5. maj 2011 blev Geo præsenteret som en del af holdet, der skulle lave morgenradio på den nordjyske radiostation ANR fra 20. juni sammen med Anne Kejser, Niarn og Niels Skovmand. Det skete under navnet Anne og de herreløse hunde. I foråret 2012 startede Geo som natteradiovært på Radio24syv.
I 2013 udgav Geo bogen Ikk for sjov - om kemo og comedy om sit forløb med og behandling for testikelkræft. Bogen blev en bestseller og var i foråret 2015 på vej til at blive trykt i 5. oplag. Ud over standup holder Geo nu også foredrag om oplevelsen som kræftpatient. I marts 2014 optrådte Geo for udsolgte sale med sit anmelderroste onemanshow Kemo og Comedy på Bremen Teater i København.
I 2014 udkom bogen Den Ultimative Beautyguide - 99 genveje til det perfekte liv +/-. Bogen havde Geo udviklet og skrevet med DR3 tv-vært Thomas Skov Gaardsvig.
Siden sit sygdomsforløb har Geo været meget aktiv som foredragsholder. Han taler typisk om patientoplevelser og samspillet mellem patient og sygehusvæsen. I 2014 deltog Geo både i Folkemødet på Bornholm og Kulturmøde på Mors, hvor han selv deltog i debatter og i øvrigt fungerede som moderator i debatter om patientens rolle i fremtidens sygehusvæsen.
I 2015 spillede Geo en bærende rolle som computerspilscafébestyreren Frede i DR Ultra-ungdomsserien Panisk Påske.
I 2015 blev Geo af Aalborg Kommune udnævnt til kulturambassadør for at bidrage til identitetsdannelsen i "Andegården".
I 2017 udgav Geo bogen Hva' så nu, som tager udgangspunkt i hvordan livet ændrer sig efter alvorlig sygdom. Bogen "showmatiserede" Geo og Thomas Skov i 2018, hvor de turnerede landet rundt fra januar til maj. I 2018 lavede Geo også en podcastserie med Thomas Skov til P1, der hed Far, der er noget vi skal tale om, som handlede om forskellige mænds forhold til deres far. Bl.a. fortalte Thomas Skov og Geo om deres respektive forhold til deres fædre. Ligeledes lavede Geo en programserie med TV-læge Charlotte Bøving, som hed Din psykopat, som bl.a. også havde en "fædre-vinkel."
I 2019 lavede Geo podcasten Kan Man Tilgive En Psykopat, som tog udgangspunkt i hans problematiske forhold til sin far. Geo dykkede med podcasten ned i faren barndom, venskaber og tidligere forhold, for at blive klogere på faren og måske lære at kunne tilgive hans handlinger. Podcasten blev en kæmpe succes.[kilde mangler] I oktober 2020 blev podcasten tildelt prisen for årets dokumentar til Prix Radio.
Geo var igen at opleve som skuespiller i 2020, da han portrætterede Den Sure Mand i Motor-Mille og Børnebanden på Ramasjang. Her spillede han overfor Louis Bodnia (Krejle) og Mille Gori (Motor-Mille).

## Privatliv
Geo har læst engelsk i nogle år på Aalborg Universitet. Geo er meget aktiv som sportsmand og har løbet tre maratonløb.
I 2017 blev Geo gift med Ditte March, som Geo selv omtaler som "lægen fra Aarhus". Sammen har de sønnen Mattis Geo født i 2019, datteren Saga My født i 2020  og Vega Sigrid født i 2021.
Geo har datteren Effie født 2008 fra et tidligere ægteskab med trendanalytiker og Elektronista-radiovært Christiane Vejlø.

## Filmografi
- 2000 Stand-up.dk (TV 2 Zulu)
- 2001 Kissmeyer Basic (tv-serie TV 2 Zulu)
- 2001-2008 Talegaver til børn (Unicef indsamlingsshow)
- 2002 Stand-up.dk (standupshow)
- 2002 Den ægte vare (standupshow)
- 2003 Talegaver til børn (standupshow)
- 2003 Åndehullet (DR2)
- 2003 Rundfunk (TV 2)
- 2004 Shooting Stars (game-show)
- 2004 Zulu Bingo (gameshow TV 2 Zulu)
- 2004 Zulu Rocks (TV 2 Zulu)
- 2004 DM i stand-up (TV 2 Zulu)
- 2005 DK/OK/UK (standupshow)
- 2006 Geo's Garage (DVD)
- 2006 Ordet er Mit (teaterforestilling)
- 2006 Ego Geo (one man show)
- 2006-2009 Geo Skruppelløs (Ekstra Bladet klummeskribent)
- 2007 Ekstra Bladets jul (web-tv-julekalender)
- 2007 Ego Geo (DVD)
- 2007 Stand-up.dk (tv-program TV 2 Zulu)
- 2007 Grillet (tv-program TV3)
- 2008 Ekstra Bladets Julikalender (web-tv-sommerserie)
- 2008 Stå op historier (børnebog)
- 2008 Brian Mørk Show (TV 2 Zulu)
- 2008 Zulu Djævleræs (TV 2 Zulu)
- 2009 Mit Indre Dyr (onemanshow)
- 2009 Stand-up.dk (TV 2 Zulu)
- 2009 Zulu Djævleræs (TV 2 Zulu)
- 2009 Zulu Comedy Festival (TV 2 Zulu)
- 2009 Hvor fanden er Herning? (sitcom på TV 2 og TV 2 Zulu)
- 2010 Gumball 3000 (dokumentar på TV 2 Zulu)
- 2010 Tung Metal (sitcom på TV 2 og TV 2 Zulu)
- 2011 Zulu Kvæg-ræs (TV 2 Zulu)
- 2011 4 Stjerners Rejse (Kanal 5)
- 2011-2012 Anne og de herreløse hunde (ANR)
- 2011 Stand-up.dk (TV 2 Zulu)
- 2011 Vild med Comedy (TV 2 Zulu)
- 2011 Arghh det gjorde jeg bare ikke (TV 2 Zulu)
- 2011 Livet i nødsporet (TV 2 Zulu)
- 2011 Comedy Aid 2011 (TV 2)
- 2012 At overleve Kræft (DR2)
- 2012 Nattevagten vært på Natradio (Radio24syv)
- 2012 Syvkabalen (Radio24syv)
- 2013 Ikk for sjov (People Press)
- 2013 Comedy Aid 2013 (TV2Zulu)
- 2013 Rundt på Gulvet (TV2)
- 2013 Hvem vil være millionær (TV2)
- 2013 Thomas Skovs Sportsprogram (DR3)
- 2014 Hvem vil være millionær? (TV2)
- 2014 Klipfiskerne (TV2)
- 2014 Rundt på gulvet (TV2)
- 2014 Knæk Cancer (TV2)
- 2014 Natholdet (TV2)
- 2015 Panisk Påske (DR Ultra)
- 2015 Rundt på gulvet (TV2)
- 2015 Klipfiskerne (TV2)
- 2015 Hvem var det nu vi var (DR)
- 2015 Zulu Stand-Up Live (DR)
- 2015 Klipfiskerne (TV2)
- 2015 Comedy Aid (TV 2 Zulu)
- 2016 Klipfiskerne (TV2)
- 2016 Lillemand (TV 2 Zulu)
- 2017 Krejlerkongen (TV 2 Fri)
- 2017 Vores Ukendte Danmark (DR1)
- 2017 Til Middag Hos (TV3)
- 2017 Studie 5 (Kanal 5)
- 2017 Hva' Så Nu? (Lindhardt og Ringhof)
- 2018 Klipfiskerne (TV2)
- 2018 Krejlerkongen (TV2 Fri)
- 2018 Far, der er noget vi skal tale om (DR P1)
- 2018 Din psykopat (DR1)
- 2019 Kan Man Tilgive En Psykopat? (Podcast/Podimo)
- 2020 Motor-Mille og Børnebanden (DR Ramasjang)